# Jampui
Jampui, Zampui Tlangdung en Mizo, és una de les principals serralades de Tripura, Índia.
Corre de nord a sud entre els rius Deo i Lungai. Les seva altura màxima és el Betalongchhip de 1097 metres, el punt més alt de l'estat de Tripura. Les valls més al nord són de vegetació més densa, mentre les del sud tenen més rierols. Les muntanyes enllacen amb les de Sylhet al nord i les de Chittagong al sud.